# Guyane (série télévisée)
Pour les articles homonymes, voir Guyane (homonymie).
Guyane est une série télévisée française en seize épisodes de 52 minutes créée par Fabien Nury, diffusée entre le 23 janvier 2017 et le 15 octobre 2018 sur Canal+.

## Synopsis
Saison 1 : Vincent Ogier, étudiant à l'École nationale supérieure des mines de Paris, est envoyé en Guyane pour un stage de dix mois afin de prospecter en forêt à la recherche d'or, avec son maître de stage Merlot au profit de la société Cayenor. Merlot découvre un site très prometteur et décide de revendre les coordonnées à Serra, caïd notoire de l'or guyanais, afin de s'assurer une vie tranquille, étant atteint d'un cancer incurable. Mais tout ne va pas se passer comme prévu et le jeune Vincent va alors se retrouver plongé dans les tumultes de l'orpaillage illégal, découvrant ainsi une dure réalité…
Saison 2 : Vincent Ogier, étudiant en géologie, entraîne Serra dans l’exploitation de la mine mythique Sarah Bernhardt. Il va devenir un véritable aventurier, au cœur de la forêt guyanaise, sous la sécurité d'Antoine Serra, le parrain de l’or joué par Olivier Rabourdin. Il y a de l’or. Beaucoup d’or. Mais comment l’écouler ? L’élève a dépassé le maître et Vincent est prêt à nouer des alliances improbables avec les trafiquants locaux, brésiliens, surinamais ou guyanais. Mais la mine se trouve sur le territoire sacré des Amérindiens Wayana qui vont se révolter. L’occasion pour Vincent de découvrir un monde ignoré qui lutte pour sa survie.

## Distribution

### Saison 1

#### Premiers rôles
- Olivier Rabourdin : Antoine Serra
- Mathieu Spinosi : Vincent Ogier
- Issaka Sawadogo : Louis
- Anne Suarez : Nathalie Berg
- Maurillo Nunes De Melo : Claudio
- Flora Bonfanti[1] : Anita
- Tia Diagne : Laetitia Serra

#### Seconds rôles
- Daniely Francisque : Hélène Serra
- Aimee Gaia de Lima : Clara Quinteiro De Melo
- Yvan Télémaque : Tomasinho
- Astrea Lucena Rodrigues : Edina Quinteiro De Melo
- Ricky Tribord : Gabriel
- Patrick d'Assumçao : Patrice Merlot
- Ludovic Delacour : Juge Lantieri
- Stany Coppet : Silva

#### Acteurs de soutiens
- Pierre Locufier : Adjudant-chef (gendarmerie) Simon
- Rony Bravard : Soupe
- Dgé Oussour : La viocque
- Belisong Kwadjani : Junior
- Rubens Sentos Cardoso : Vao
- Bruno Dagonia : Messala
- Roselia Prou : Jacosta
- Fabrice François : Waki
- Marielle Salmier : Maître Elarche
- Vanessa Da Silva Lopes : Carmen
- Pascal Sabouret : Gendarme Vicot
- Richard Champilou : Werner
- Cyril Couton : Dre
- Jean Heu Wang : Le chinois
- Marcio Rodrigues Barbosa : Baixinho Oil
- Jean-Pierre Joseph : Cultivateur Indien

### Saison 2

#### Premiers rôles
- Olivier Rabourdin : Antoine Serra
- Mathieu Spinosi : Vincent Ogier
- Anne Suarez : Nathalie Berg
- Flora Bonfanti[1] : Anita
- Sokem Kemso Ringuet : Goldman
- Marianne Denicourt : Viviane Muller
- Tia Diagne : Laetitia Serra
- Nunes De Melo Maurillo : Claudio

#### Seconds rôles
- Xavier Mathieu : Chems
- Yvan Télémaque : Tomasinho
- Syan Luka : Thiago
- Astrea Lucena Rodrigues : Edina Quinteiro De Melo
- Christophe Yanuwana Pierre : Toko
- Marie-Noëlle Gueritault : Tawa
- Alexis Tiouka : Gran Man

#### Acteurs de soutiens
- Pierre Locufier : Adjudant-chef (gendarmerie) Simon
- Jean-Erns Marie-Louise : Julien DESPAUX[2]
- Patrick Moreau : Henry Berthier

## Production

### Tournage

#### Saison 1
- Canal+ et Mascaret Films annonçaient le tournage de la série en Guyane. La série a été tournée d'août à décembre 2015[3].
- Le tournage de la première saison a duré entre 5 et 7 mois à Cayenne et aux alentours à Régina et Kaw en Guyane[4], une autre partie des scènes s'est déroulée en Amazonie[5].
- Le 3 janvier 2017, un webdoc en neuf épisodes intitulé Guyane entre fiction et réalité raconte la Guyane à travers le tournage de la série.
- Les trois réalisateurs ont également fait appel à des acteurs locaux, professionnels ou non professionnels. Le tournage a duré cinq mois. Ils ont voulu représenter ce large panel de population faite de Bushinengués, d'Amérindiens, de Hmongs, de Créoles, de Brésiliens[6].

#### Saison 2
- Le tournage de la saison 2 a commencé en novembre 2017 à Matiti en Guyane. Pour cette saison, la série sera aussi tournée à Cayenne, Remire-Montjoly, Roura et Cacao.
- Environ cent cinquante personnes travaillent pour la production dont la moitié sont des professionnels guyanais[7].
- Le tournage s'est terminé en mai 2018[8].
- La saison 2 est écrite par Pierre Leccia (Mafiosa) et Didier Lacoste (L'École du pouvoir) et réalisé par Julien Despaux (Zone Blanche), Jérôme Cornuau (Le Mystère du lac) et Olivier Panchot (De guerre lasse)[9][source insuffisante].

### Musique
- La musique du générique est The Model, reprise de Kraftwerk interprétée par le chanteur brésilien Seu Jorge[10].

Titres dans le générique de fin
Saison 1 :
- Donatinho, en duo avec Maria Joana – Ladeira do Samba
- Cliff Notes – Chuva du Samba
- Macka Diamond – Dye Dye
- Rota DPM – Oyapock, Nathalie et St Elias
- Silvano Michelino / Matteo Michelino / Celia Reggiani – Tomar Cuidado et Pega Leve
- Silvano Michelino – Quem Voa É Passarinho
- Antonio Vivaldi – Nisi dominus rv 608 Cum dederit , Stabat Mater Eja Mater
- Jean-Sébastien Bach – BWV 1007 Prelude
- Dominique Bolore – La Nuit des lucioles
- Luciano Salvador Bahia – Maciota
- David Fanshawe – Mekong River Song
- Lesnah – Cagoulé
- Sugar Kawar – Sacré i salop
- Odair José - Você Nasceu pra Mim
- Chosen Few – Sensual Mujer
- David Rossi – Tu vaï rebolar
- Isaacs Michael Florès – No sé
- Jonaty Garcia – Control
- Vin Scialla – Queen Saïdi (Bellydanced mix)
- Rafael Pondé – Sam
- Fabio Cadore – Amor Náufrago
- Wado – Cordão de Isolamento
- Tifa – Nuh Deady Deady
- General Degree – Good Like Gold

Saison 2 : 
- Frontières
- Wayanas
- Quinteiro de Melo
- Anita
- Nathalie et Serra
- Guet-apens
- Thiago
- L’Aventure
- La Morgue
- La Route de l’or
- Gran Man
- Match
- Bad Trip
- Dans la forêt
- L’Esprit de Grand Man
- Brasil ou St Elias
- Explosion
- La Route de l’or Part 2
- La Terre brûlée
- Résolution

La production de la bande originale a été réalisée par Frédéric Kooshmanian & Thomas Couzinier.

### Promotion
- Un teaser d'une trentaine de secondes est dévoilé en octobre 2016[12]. Le 14 décembre 2016, la production dévoile l'affiche de la série et un nouveau teaser de 19 secondes[13].

- Le quai de la station Opéra (ligne 3) s'est transformé en petite jungle avec de vraies plantes, dont des lianes tropicales, le tout dans une ambiance sonore « sauvage »[14].

- Saison 1 : La bande-annonce de la saison 1 est disponible sur le site Internet de Canal+ depuis décembre.

- Saison 2 : Le premier teaser de la saison 2 est sorti en août 2018[15].

### Fiche technique
- Titre original : Guyane
- Réalisation : Kim Chapiron, Philippe Triboit, Fabien Nury (saison 1), Julien Despaux, Jérôme Cornuau et Olivier Panchot (saison 2)
- Scénario : Fabien Nury, avec la collaboration de Sabine Dabadie et Frédérik Folkeringa (saison 1), Pierre Leccia et Didier Lacoste (saison 2)
- Producteur : Bénédicte Lesage, Ariel Askénazi pour Mascaret Films
- Directeur de production : David Mitnik (ép. 1 à 4), André Bouvard (ép. 5 à 8)
- Producteur exécutif : Didier Hoarau
- Compositeur : Quarantine (ép. 1 à 4), Stéphane Le Gouvello (ép. 5 à 8), Thomas Couzinier (saison 2), Frédéric Kooshmanian (saison 2)
- Ingénieur du son : Arnaud Lavalaix (ép. 1 à 4) et Frédéric de Ravignan (ép. 5 à 8)
- Directeur de photographie : Sofian El Fani (ép. 1 à 4), Emmanuel de Fleury (ép. 5 à 7), Stéphane Martin (ép. 8)
- Directeur de casting : Marc Barrat, Réjane Gay, Gigi Akoka, Hervé Jakubowicz, Swan Pham , Annette Trumel, Béatrice Saorin
- Répétiteur : Ricky Tribord
- Post Production : Deflight
- Diffuseur : Canal+
- Distribution France : Studiocanal, Mascaret Films
- Distribution internationale : Newen
- Pays :  France
- Genre : aventure
- Durée : 52 minutes
- Classification : Interdit aux moins de 12 ans

## Épisodes
- La première saison contient huit épisodes d'une durée de 52 minutes.

- La saison 2 contient huit épisodes d'une durée de 52 minutes et est sortie le 24 septembre 2018[16].

## Diffusion et sorties

### Diffusions internationales
| Pays                 | Chaîne | Titre | Saison 1       | Saison 2         | Audio    | Sous-titres      | Signalétique                    |
| -------------------- | ------ | ----- | -------------- | ---------------- | -------- | ---------------- | ------------------------------- |
| Drapeau du Portugal  | AMC    | Ouro  | 4 février 2018 | 30 octobre 2018  | Français | Portugais        | Déconseillé aux moins de 16 ans |
| Drapeau de l'Espagne | AMC    | Oro   | 8 janvier 2018 | à partir de 2019 | Espagnol | Sans sous-titres | Déconseillé aux moins de 16 ans |

Depuis la diffusion de la 1re saison, la série connaît un vif succès en termes d'audience sur les chaînes du câble au Portugal[réf. souhaitée].
Selon Guyane La 1re, la série « a été vendu dans une quarantaine de pays ».

### DVD
Guyane saison 1 est sorti en DVD le 14 février 2017.

## Accueil

### Audiences internationales
La saison 1 de la série a été téléchargée 3,2 millions de fois par les internautes, un record des créations originales obtenu sur Canal à la demande et sur MyCanal.

### Critiques presse
Saison 1 :
La série obtient la note de 4/5 par Le Monde, le quotidien réagissant en affirmant que « l’idée est astucieuse de moderniser un genre qu’on voudrait croire désuet, incompatible avec le XXIe siècle et qui inspire d’abord de la nostalgie sinon de la compassion. Tous les archétypes du western sont réunis et transposés dans un environnement qu’on n'imaginait pas ».
La série obtient la note de 4/5 par L'Express, l'hebdomadaire commentant que « ce récit initiatique au cœur du mal met en scène le basculement moral de son protagoniste, sans jamais avoir recours à la psychologie. On pense aux romans de Joseph Conrad, pour l'atmosphère exotique délétère qui s'en dégage, mais aussi aux grands westerns hollywoodiens, pour la violence explosive qui peut surgir à chaque instant […] Avec Guyane, Canal+ tient l'une de ses créations les plus originales ».
Elle obtient la note de 3,5/5 par Le Figaro et 3/5 pour Télé Loisirs.